# Whiteodendron moultonianum
Whiteodendron moultonianum là một loài thực vật có hoa trong Họ Đào kim nương. Loài này được (W.W.Sm.) Steenis miêu tả khoa học đầu tiên năm 1952.